# 麦地卡乡
麦地卡乡，旧名措拉乡，是中华人民共和国西藏自治区那曲市嘉黎县下辖的一个乡。

## 行政区划
麦地卡乡下辖以下村级行政区划单位：
棍次尔铅姆村、居隆村、达董村、推郭布如村、勒根村、那林嘎村、凯热村、改仁村、亚查村、玛布尔村、董乃提吾村、错乃村、错董村、帕热村、那朗村、乌琼村、乌铅村、玛杂村、错查村和查仓村。